# Емануель Шакіч
Емануель Шакіч (нім. Emanuel Šakić, нар. 25 січня 1991, Відень) — австрійський футболіст, захисник клубу «Іонікос».

## Клубна кар'єра
Народився 25 січня 1991 року в місті Відень. Розпочав займатись футболом у команді «Фортуна 05», а 2004 року потрапив до академії «Рапіду» (Відень). З 2008 року став виступати за резервну команду віденців, в якій провів два сезони, взявши участь у 22 матчах чемпіонату, втім за основу так і не дебютував.
Своєю грою за цю команду привернув увагу представників тренерського штабу клубу «Флорідсдорфер», до складу якого приєднався 2010 року. Відіграв за віденську команду наступні три сезони своєї ігрової кар'єри, виступаючи у Регіоналлізі. Більшість часу, проведеного у складі «Флорідсдорфера», був основним гравцем захисту команди.
2013 року уклав контракт з клубом «Аустрія» (Лустенау), у складі якого провів наступні три роки своєї кар'єри гравця у Першій лізі, другому за рівнем дивізіоні Австрії. Граючи у складі «Аустрії» з Лустенау також здебільшого виходив на поле в основному складі команди.
Влітку 2016 року перейшов до вищолігового клубу «Альтах», де у першому сезоні зіграв 16 матчів у Бундеслізі і забив гол, але в другому сезоні втратив місце в основі і грудні 2017 року його контракт з «Альтахом» був розірваний.
З січня 2018 року півтора сезони захищав кольори грецького клубу «Атромітос» і тренерським штабом нового клубу розглядався як гравець «основи».
4 червня 2019 року «Штурм» (Грац) оголосив про підписання Шакіча, запропонувавши йому дворічний контракт. У сезоні 2019/20 він провів 28 матчів у Бундеслізі, після чого вирішив повернутись до Греції і 5 серпня 2020 року підписав дворічний контракт з «Арісом».

## Виступи за збірну
2009 року провів два матчі у складі юнацької збірної Австрії (U-18).